# 明治維新以前に日本に入国した欧米人の一覧
明治維新以前に日本に入国した欧米人の一覧（めいじいしんいぜんににほんににゅうこくしたおうべいじんのいちらん）は、明治維新以前に、日本の領土に上陸、滞在した、ウィキペディア内に既に記事が執筆されている（または近日中に執筆される予定の）欧州人および米国人の一覧である。自分の意思に反しての漂流もしくは拿捕による上陸を含む。
外交、政治、文化、科学、宗教などの分野においてある程度著名な者に限定する。例えば出島に滞在した一般のオランダ商館員などは除外する。日本の周辺の海域を通過しただけの者は含まない。来日年と国籍、簡潔な紹介も記載する。

## 15世紀以前
- 15 - 16世紀。考古・遺伝子学の成果として、沖縄県南城市玉城富里の納骨堂の石厨子（1706年製）内にあった人骨3体をミトコンドリアDNAの観点から調査した結果、西ヨーロッパ・中央アジア・朝鮮半島の母系の系譜だということが確認された[1]。人骨は男性で推定身長は148センチメートルと低く、中国に渡った集団の子孫が琉球に渡来したと推測されている[1]。

## 16世紀
- 不明（1543年、ポルトガル） - 種子島へ鉄砲を伝えた。記録に残る日本に入国した最初の欧州人。ポルトガル側の記録では1542年。『鉄炮記』では「牟良叔舎」（フランシスコ）、「喜利志多佗孟太」（キリシタダモッタ）の2人、アントニオ＝ガルバンの『諸国新旧発見記』では「アントニオ・ダ・モッタ」、「フランシスコ・ゼイモト」、「アントニオ・ペイショット」の3人とされる。
- フェルナン・メンデス・ピント（1544年または45年） - ポルトガルの冒険家。著作『東洋遍歴記』[2]では自身が日本に鉄砲を伝えたとしている。
- フランシスコ・ザビエル（1549年、スペイン） - イエズス会宣教師。日本にキリスト教を伝えた。山口、大分などで布教活動を行う。
- コスメ・デ・トーレス（1549年、スペイン） - イエズス会宣教師。九州・山口で主に布教。1563年には大村純忠に洗礼、初のキリシタン大名とした。
- フアン・フェルナンデス（1549年、スペイン） - イエズス会宣教師。ザビエル、トーレスと共に九州・山口で布教。
- ルイス・デ・アルメイダ（1552年、ポルトガル） - 商人として訪日、後にイエズス会員となった。西洋医学を日本に導入、日本初の病院をつくった。
- ルイス・フロイス（1563年、ポルトガル） - イエズス会宣教師。織田信長や豊臣秀吉らと会見。戦国時代研究の貴重な資料となる『日本史』[3]を著した。
- ニェッキ・ソルディ・オルガンティノ（1570年、イタリア） - イエズス会宣教師。フロイスとともに京都で布教。京都に「南蛮寺」を完成。長崎で病没。
- フランシスコ・カブラル（1570年、ポルトガル） - イエズス会宣教師。日本布教区の責任者であったが、解任された。
- ガスパール・コエリョ（1572年、ポルトガル） - イエズス会宣教師。イエズス会日本支部の初代準管区長となった。
- ジョアン・ロドリゲス（1577年、ポルトガル） - イエズス会宣教師。商人。通訳。
- アレッサンドロ・ヴァリニャーノ（1579年、イタリア） - イエズス会東インド管区巡察師。天正遣欧少年使節派遣を推進した。1581年に織田信長に謁見した際、お伴の黒人奴隷が信長の家臣になり弥助という名前を与えられた。1590年二度目の入国。
- ベルナルディーノ・デ・アビラ・ヒロン（1594年、スペイン） - 商人。1598年以後に一時離日するが1607年再来日、少なくとも1619年まで長崎に滞在。著書に『日本王国記』。
- ウィリアム・アダムス（三浦按針）（1600年、イギリス） - 商人。訪日した最初のイギリス人。徳川家康に外交顧問として仕える。お雪と結婚、息子のジョゼフと娘のスザンナが生まれている。西欧人としては初の幕府公認の武士となる。
- ヤン・ヨーステン（耶楊子）（1600年、オランダ） - ウィリアム・アダムスとともに漂着。東京駅東側一帯の、八重洲の地名の由来となった。

## 17世紀
- ルイス・ソテロ（1603年、スペイン） - フランシスコ会宣教師。慶長遣欧使節団の正使として支倉常長らとローマ教皇パウルス5世に謁見。1622年長崎に密入国し、捕えられ、火刑により殉教。
- ヤックス・スペックス（1609年、オランダ） - 初代オランダ商館長。日本人女性との間に娘サラをもうけた。
- クリストヴァン・フェレイラ（1609年、ポルトガル） - イエズス会宣教師。拷問により棄教しキリシタン弾圧に協力した。日本人女性と結婚して「沢野忠庵」と名乗り子を持った。遠藤周作の『沈黙』の登場人物のモデルの一人。
- ロドリゴ・デ・ビベロ（1609年、スペイン） - フィリピン臨時総督。マニラからアカプルコへの航海中に台風で船が難破し、上総国岩和田村に漂着。徳川家康とも会見した。日本滞在中の記録として『ドン・ロドリゴ日本見聞録』を記した。
- セバスティアン・ビスカイノ（1611年、スペイン） - 探検家。上記のロドリゴ総督救助についての答礼使として、ヌエバ・エスパーニャ副王の命で派遣された。徳川家康、徳川秀忠のほか、伊達政宗にも謁見している。
- ジョン・セーリス（1613年、イギリス） - ウィリアム・アダムスの助けで来日した英国船の艦長。徳川家康に謁見して日英貿易の交渉をした。
- リチャード・コックス（1613年、イギリス） - 初代にして最後のイギリス商館長。
- ヘンドリック・ブラウエル（1613年、オランダ） - オランダ商館長。
- レオナルド・キャンプス（1616年、オランダ） - オランダ商館長。
- フランソワ・カロン（1619年、オランダ） - 商館員として訪日し、オランダ商館長にまで昇進。滞在期間は20年を超える。著作に『日本大王国志』[4]。後にはフランス東インド会社の長官となり、日本との交易を試みるが実現しなかった。
- コルネリス・ファン・ナイエンローデ（1623年、オランダ） - オランダ商館長。日本人女性との間に娘コルネリアをもうけた。
- ピーテル・ファン・サンテン（1632年?、オランダ） - オランダ商館長。
- ウィレム・フルステーヘン（1632年、オランダ） - 商館員として訪日し、後にオランダ商館長。
- ニコラス・クーケバッケル（1633年、オランダ） - オランダ商館長。島原の乱で一揆軍をオランダ船から砲撃して幕府の信頼を勝ち取ることに成功。日記[5]には島原の乱前後の経緯が記されている。
- ヤン・ファン・エルセラック（1633年、オランダ） - 商務員として訪日し、後にオランダ商館長。
- アベル・タスマン（1639年、オランダ） - 航海者。日本の東方にあるとされた金銀島捜索を行い、小笠原諸島の父島と母島を発見。その後、南半球に航海し、オーストラリア大陸とタスマニア島、ニュージーランドに到達。
- マクシミリアン・ル・メール（1640年、オランダ） - 商館員として訪日し、後にオランダ商館長。
- ピーテル・アントニスゾーン・オーフルトワーテル（1642年、オランダ） - オランダ商館長。
- ヤン・ファン・リーベック（1642年、オランダ） - オランダ商館員の一人として来日。1652年、今の南アフリカにケープ植民地とケープタウンを建設する。
- ジュゼッペ・キアラ（1643年以前、イタリア） - イエズス会宣教師。上記フェレイラも参加した詮議により棄教しキリシタン弾圧に協力。日本人女性と結婚し「岡本三右衛門」と名乗った。遠藤周作『沈黙』での登場人物のモデルの一人。
- マルチン・ゲルリッツエン・フリース（1643年、オランダ） - 航海者。日本の東方にあるとされた金銀島捜索を行い、蝦夷地の厚岸で日本人と接触した。
- レイニール・ファン・ツム（1645年、オランダ） - オランダ商館長。
- フレデリック・コイエット（1647年、スウェーデン） - オランダ商館長。
- ディルク・スヌーク（1648年、オランダ） - オランダ商館長。
- アントニオ・ファン・ブロウクホルスト（1649年、オランダ） - オランダ商館長。
- カスパル・シャムベルゲル（1649年、ドイツ） - オランダ商館付外科医。蘭方医学「カスパル流外科術」の祖。
- ユリアン・スヘーデル（1649年、スウェーデン） - オランダ東インド会社砲術士官。三角測量を伝える。軍学者の北条氏長がその教えを『攻城　阿蘭陀由里安牟相伝』にまとめ徳川家光に献上している。
- ピーテル・ステルテミウス（1650年、オランダ） - オランダ商館長。
- アドリアン・ファン・デル・ブルフ（1651年、オランダ） - オランダ商館長。
- ガブリエル・ハッパルト（1653年、オランダ） - オランダ商館長。
- レオナルド・ウインニンクス（1654年、オランダ） - オランダ商館長。
- ヨアン・ボウヘリヨン（1655年、オランダ） - オランダ商館長。
- ツァハリアス・ヴァグナー（1657年、ドイツ） - オランダ商館長。江戸に参府した際に、明暦の大火に遭遇する。後にケープ植民地(今の南アフリカのケープタウンとその周辺)の総督になる。
- ヘンドリック・インディヤック（1657年、オランダ） - オランダ商館長。
- ウィレム・ボルガー（1663年、オランダ） - オランダ商館長。
- ヘンドリック・ハメル（1666年、オランダ） - オランダ東インド会社会計士。日本へ向かう途中に船が難破して李氏朝鮮に漂着し、13年間幽閉された後に脱出、五島列島および出島に滞在した。
- エンゲルベルト・ケンペル（1690年、ドイツ） - オランダ商館付医師・博物学者。日本を初めて体系的に記述した『日本誌』[6]を欧州で出版。他に『江戸参府旅行日記』[7]
- ジョヴァンニ・バッティスタ・シドッティ（1700年、イタリア） - 宣教師。新井白石は面会しその対話をもとに『西洋紀聞』などを著した。

## 18世紀
- モーリツ・ベニョヴスキー（1771年、ハンガリー） - 犯罪者。流刑先のカムチャツカ半島で受刑者を組織し船を奪って阿波国・日和佐などに渡航するも上陸を許されず、長崎・オランダ商館長宛書簡でロシアによる日本侵攻計画を捏造して伝え、工藤平助・林子平の著作に影響するなど、当時の日本で物議を醸した。
- カール・ツンベルク（1775年、スウェーデン） - オランダ商館付医師・植物学者。帰国後『日本植物誌』[8]、『江戸参府随行記』[9]などを著す。
- イサーク・ティチング（1779年、オランダ） - オランダ商館長を3回務める。島津重豪を通して日本の情報を収集。帰国後『日本における婚礼と葬式』、『歴代将軍譜』[10]を出版。
- アダム・ラクスマン（1792年、ロシア） - 漂流民大黒屋光太夫の保護と帰国に尽力し根室に来航。翌年、松前で幕府と通商交渉を行い、長崎への入港許可書である信牌を入手。著書に『日本航海日記』。
- ヘンドリック・ドゥーフ（1799年、オランダ） - オランダ商館長。ナポレオン戦争のために本国が消滅するが、20年近く滞日し商館を守る。蘭和辞典『ドゥーフ・ハルマ』を編んだ。著書に『日本回想録』[11]

## 19世紀
- ニコライ・レザノフ（1804年、ロシア） - 外交官。幕府がラクスマンに交付した信牌を持って日本との国交樹立のための使節団を率いて訪日するが、長崎に半年止めおかれたあげく、交渉の拒絶を通告された。著書に『日本滞在日記』[12]。
- アーダム・ヨハン・フォン・クルーゼンシュテルン（1804年、ロシア） - 海軍提督。レザノフとともに訪日。帰国後、世界周航記を著し、作成した世界地図に「日本海」と記す。
- フリートウッド・ペリュー（1805年、英国）イギリス海軍の提督。長崎でオランダ商館員を人質にとるフェートン号事件を引き起こした。
- ヤン・コック・ブロンホフ（1809年、オランダ） - 荷倉役（倉庫番）、後にオランダ商館長。馬場貞由ら通詞に英語を教えた。また、日本人女性との間に娘おいねをもうけた。
- ヴァシーリー・ゴロヴニーン（1811年、ロシア） - ロシア帝国海軍艦長。国後島で幕府に捕縛される（ゴローニン事件）。幽閉中に間宮林蔵と会見。帰国後『日本幽囚記』[13][14]を出版。
- ヨハン・フレデリク・ファン・オーフェルメール・フィッセル（1820年、オランダ） - オランダ商館員。日本研究書『日本風俗備考』[15]を出版。
- フィリップ・フランツ・フォン・シーボルト（1823年、ドイツ） - オランダ商館付医師・博物学者。楠本滝との間に娘・楠本イネをもうける。鳴滝塾で多くの蘭学者を教えるもシーボルト事件で国外追放。全7巻の『日本』[16]を欧州で出版。開国後の1859年に再訪日し幕府の外交顧問を務め、再訪日時の日記[17]も出版されている。
- ナサニエル・セイヴァリー（1830年、米国） - 当時無人島であった小笠原諸島に入植。子孫は日本に帰化し欧米系島民となった。
- ジェームズ・ビドル（1846年、米国）- 国務長官の公使代理として浦賀に入港して開国を要求するも、幕府に拒否される。この失敗から後にペリーは砲艦外交を決意する。
- ラナルド・マクドナルド（1848年、米国） - 日本文化に関心を持ち、難破を装って密入国。抑留中に長崎で森山栄之助等オランダ通詞に英語を教える。帰国後アメリカ合衆国議会に報告書を提出し、ペリー来航につながるアメリカの対日政策の方針に影響を与えた。
- オットー・ゴットリープ・モーニッケ（1848年、ドイツ） - オランダ商館付医師。日本に牛痘苗をもたらし種痘法の確立に貢献した。また初めて聴診器をもたらした。
- ジェームス・グリン（1849年、米国）-　米国海軍軍人。長崎で捕らえられていたアメリカ捕鯨船の船員18名を交渉後解放させる。後のペリーの砲艦外交に影響を与える。

1850年代
- ヤン・ドンケル・クルティウス（1852年、オランダ） - 最後のオランダ商館長だが、開国を見越して外交官としての活動も期待されていた。1855年に日蘭和親条約、1858年には日蘭修好通商条約を締結。
- マシュー・ペリー（1853年、米国） - アメリカ合衆国海軍提督。黒船来航の際の最高司令官。1854年再訪日し日米和親条約締結。帰国後に公式報告『ペリー 日本遠征記』[18]を公刊。公務日記に『ペリー 日本遠征日記』[19]
- ヴィルヘルム・ハイネ（1853年、米国） - ペリーに随行した画家。『ペルリ 日本遠征記』の挿絵は、ハイネのスケッチとブラウンの写真をもとに制作されたもの。著書に『世界周航　日本への旅』[20]。
- エリファレット・ブラウン・ジュニア（1853年、米国） - ペリーに随行した写真家。ブラウンが撮影した銀板写真（ダゲレオタイプ）は、日本に現存する最古級の写真である。
- サミュエル・ウィリアムズ（1853年、米国） - 東洋学者・宣教師。ペリーの主席通訳として来日。これ以前にはモリソン号（1837年）にも乗船し日本布教を図っていた。著書に『ペリー日本遠征随行記』[21]。
- エフィム・プチャーチン（1853年、ロシア） - ロシア海軍提督。1855年の日露和親条約、1858年の日露修好通商条約締結時のロシア側全権代表。
- イワン・ゴンチャロフ（1853年、ロシア） - 作家。プチャーチンの秘書官として訪日。帰国後、紀行文『フリゲート艦パルラダ号』（日本語訳『ゴンチャローフ日本渡航記』[22]）を著す。
- アレクサンドル・モジャイスキー（1853年、ロシア） - ロシア海軍士官。プチャーチン艦隊の一員として来日し、安政東海地震津波で喪失したディアナの代船となる君沢形帆船（ヘダ号）の建造に携わった。帰国後、蒸気動力の飛行機を製作し、ジャンプ飛行に成功したとされる。
- ヤン・カレル・ファン・デン・ブルーク（1853年、オランダ） - 医師。長崎海軍伝習所で化学などを教え、写真術を伝えた。
- ジェームズ・スターリング（1854年、イギリス） - 東インド・中国艦隊提督として長崎で日英和親条約に調印。
- ヘルハルドゥス・ファビウス（1854年、オランダ） - 海軍軍人。長崎奉行水野忠徳との間で軍艦購入と海軍教育を議論、翌年長崎海軍伝習所として実現。軍艦は咸臨丸と朝陽丸。
- ヘルハルト・ペルス・ライケン（1855年、オランダ） - 海軍軍人。長崎海軍伝習所初代教官団長として勝海舟などに教える。
- タウンゼント・ハリス（1856年、米国） - 初代駐日米国領事（後に初代公使）。下田市玉泉寺に領事館を構える。著作に『日本滞在記』[23]。
- ヘンリー・ヒュースケン（1856年、米国） - 初代米国駐日領事の通訳。善福寺近くで薩摩藩士に殺害される。『ヒュースケン日本日記』[24]を残す。
- ヴィレム・ホイセン・ファン・カッテンディーケ（1857年、オランダ） - 海軍軍人。長崎海軍伝習所第2代教官団長。日本滞在時の回想録『長崎海軍伝習所の日々』[25]を出版。
- ヨハネス・ポンペ・ファン・メーデルフォールト（1857年、オランダ） - 軍医。長崎医学伝習所において日本で初めての本格的な近代医学の講義を行う一方で、長崎養生所開設にあたった。著書に『日本滞在見聞記』[26]。
- ヘンドリック・ハルデス（1857年、オランダ） - 海軍軍人・技師。日本最初の近代工場である長崎製鉄所（後の三菱重工業長崎造船所）を建設。
- ディルク・デ・グラーフ・ファン・ポルスブルック（1857年、オランダ） - 外交官。書記官として訪日、後に第2代駐日オランダ領事。デンマーク、スウェーデン、ノルウェーの代表も兼ねた。著書に『ポルスブルック 日本報告』[27]。
- エルギン伯爵ジェイムズ・ブルース（1858年、イギリス） - 外交官。日英修好通商条約締結時のイギリス側代表。
- ローレンス・オリファント（1858年、イギリス） - 外交官・作家。エルギン伯の秘書として訪日。『エルギン卿遣日使節録』を記す[28]。1861年に一等書記官として再訪日するが東禅寺事件で負傷・帰国。帰国後は森有礼等の薩摩藩秘密留学生の面倒を見る。
- ジャン・バティスト・ルイ・グロ（1858年、フランス） - 外交官。日仏修好通商条約締結時のフランス側代表。
- メルメ・カション（1858年、フランス） - 神父。上記グロ男爵の通訳として訪日。横浜仏語伝習所の実質的初代校長。
- シャルル・ド・モンブラン（1858年、フランス / ベルギー） - 外交官。グロ男爵に随行。帰国後、パリ万博における薩摩藩の出展を周旋し、薩摩藩軍政改革顧問として再来日。維新後に帰国しパリ駐在の日本総領事に任命される。
- ヨシフ・ゴシケーヴィチ（1859年、ロシア） - 初代駐日ロシア領事。箱館に駐在。
- ラザフォード・オールコック（1859年、イギリス） - 初代駐日イギリス総領事・駐日公使。退任後、日本での回想録『大君の都』[29]を刊行。
- ジェームス・カーティス・ヘボン（1859年、米国） - 米国長老派教会系医療伝道宣教師。明治学院を創立。
- サミュエル・ロビンス・ブラウン（1859年、米国） - オランダ改革派教会派宣教師。ブラウン塾を開校、後の明治学院に発展
- グイド・フルベッキ（1859年、米国） - 米国オランダ改革派教会宣教師。長崎英語伝習所教師となり、維新後もお雇い外国人として大学南校などで教えた。書簡集[30]が出版されている。
- アレクサンダー・フォン・シーボルト（1859年、ドイツ） - 父フィリップ・フランツ・フォン・シーボルトの再訪日に同伴、英国公使館の通訳を経てのちに明治政府のお雇い外国人となる。著書に『ジーボルト最後の日本旅行』[31]。
- トーマス・ブレーク・グラバー（1859年、イギリス） - 武器商人として倒幕派を支援。長崎の邸宅はグラバー園として今も残る。妻ツルとの間に長男富三郎・長女ハナをもうけている。[32]
- ギュスターヴ・デュシェーヌ・ド・ベルクール（1859年、フランス） - 初代駐日フランス領事・公使。

1860年代
- フリードリヒ・アルブレヒト・ツー・オイレンブルク（1860年、ドイツ） - プロイセン王国外交官。1861年に日普修好通商条約を幕府と締結。著書に『オイレンブルク 日本遠征記』[33]。
- マックス・フォン・ブラント（1860年、ドイツ） - オイレンブルクと共に訪日。1862年に初代駐日プロイセン領事として再来日（後に公使）。著作に『ドイツ公使の見た明治維新』[34]。
- スネル兄弟（1860年、ドイツ） - 領事の書記官として訪日、後に武器商人。
- ロバート・フォーチュン（1860年、イギリス） - 植物収集家。『幕末日本探訪記』[35]を出版。
- ウィリアム・ウィリス（1861年、イギリス） - イギリス公使館付医官・医学者。パークス公使の下で江戸・横浜などの副領事も務める。維新後、東京医学校などで経験科学的なイギリス医学を教えるが、新政府によるドイツ医学採用の方針により辞任。
- チャールズ・ワーグマン（1861年、イギリス） - 画家。幕末の様子・事件・風俗を描いた絵や風刺雑誌『ジャパン・パンチ』[36]は貴重な資料となる。日本人女性の小沢カネと結婚。東禅寺事件に遭遇。フェリーチェ・ベアトと働く。
- ジェームス・ハミルトン・バラ（1861年、米国） - オランダ改革派教会派宣教師。日本最初のプロテスタント牧師。妻のマーガレットが書簡集『古き日本の瞥見』を出版。[37]
- ニコライ・カサートキン（1861年、ロシア） - ロシア正教宣教師。日本正教会の創建者。日本に永住。後世に『宣教師ニコライの全日記』[38]が出版される。
- カール・レーマン（1861年、ドイツ） - 武器商人。長州藩、熊本藩、広島藩、鳥取藩、会津藩などと取引し、勝海舟や山本覚馬らと交流した。
- ロバート・プルイン（1862年、米国） - 第2代駐日米国公使。
- チャールス・リチャードソン（1862年、イギリス） - 生麦事件で薩摩藩士に殺害される。外交問題となり薩英戦争の原因となる。
- アーネスト・サトウ（1862年、イギリス） - イギリス外交官。通訳。西郷隆盛、伊藤博文などとの交渉に活躍。回想記『一外交官の見た明治維新』[39]、日本滞在日記[40]は貴重な資料となる。内妻武田兼（カネ）との間に3人の子をもうけた。
- ベルナール・プティジャン（1862年、フランス） - 神父（日本代牧司教）。長崎に赴き大浦天主堂を建設、同天主堂での"隠れキリシタンの発見"に立ち会う。
- アントニウス・ボードウィン（1862年、オランダ） - 軍医。長崎養生所教頭としてオランダ医学の普及に努める。維新後は大学東校教師。上野公園の設置を提言。
- エメ・アンベール（1863年、スイス） - スイス遣日使節団長。日瑞修好通商条約を締結。フランスで豊富な挿絵を入れた『幕末日本図絵』[41]を出版。ジュール・ヴェルヌの『80日間世界一周』の参考文献としても使われる。
- レオン・ロッシュ（1864年、フランス） - 第2代駐日フランス公使。最末期の江戸幕府に肩入れし、横須賀製鉄所創設・パリ万博への参加・フランス軍事顧問団の招聘に関与した。
- ハリー・パークス（1865年、イギリス） - 第2代駐日イギリス公使。四国艦隊下関砲撃事件の事後処理などに関与し明治初期に至るまで在職、その期間は歴代イギリス駐日公使としては最長の18年間であった。
- フェリーチェ・ベアト（1865年、イギリス） - 写真家。幕末の貴重な写真を数多く残す。ワーグマンと共に働く。
- ハインリヒ・シュリーマン（1865年、ドイツ） - 実業家・考古学者。短期滞在ではあるが滞在記[42]を出版。後にトロイの発掘で有名になる。
- レオンス・ヴェルニー（1865年、フランス） - 海軍技師。横須賀製鉄所の創設に尽力。
- エドゥアルド・スエンソン（1866年、デンマーク） - フランス海軍軍人として駐留。『江戸幕末滞在記』[43]を出版。明治期に再来日し、日本最初の海底電信ケーブルの敷設の責任者。
- クーンラート・ハラタマ（1866年、オランダ） - 化学者。長崎精得館の化学教官として来日。維新後は大阪舎密局教頭として化学教育を行う。日本滞在時の書簡集が出版されている[44]。
- リュドヴィック・ド・ボーヴォワール（1867年、フランス） - 旅行家。箱根の温泉に入浴した記録上初の欧米人。世界旅行記の日本滞在[45]時の訳あり。
- ジャン・フランシスク・コワニエ（1867年、フランス） - フランス人鉱山技師。薩摩藩から鉱山調査のために招聘され訪日。維新後はお雇い外国人として生野銀山の経営近代化のため尽力。
- シャルル・シャノワーヌ（1867年、フランス） - 陸軍軍人。フランス軍事顧問団の団長として幕府陸軍の教練のため訪日。幕府瓦解に際し、顧問団からジュール・ブリュネなど5名が脱走し、箱館戦争で榎本武揚らの蝦夷共和国に加担した（他の構成員など詳細は当該項目参照）。

## 架空の人物
- ジョナサン・スウィフトの『ガリヴァー旅行記』第三篇でガリヴァーが1709年に訪日、江戸で「皇帝」に拝謁する。

## 関連著作
1. 1 2  “沖縄に西ヨーロッパ系の人骨 南城市の古墓群、15～16世紀 異国から渡来か | 沖縄タイムス＋プラス ニュース”. 沖縄タイムス＋プラス. 2023年4月19日閲覧。
2. ↑  メンデス・ピント 『東洋遍歴記』岡村多希子訳、平凡社東洋文庫（全3巻） 1979年-1980年ISBN 978-4582803662、ISBN 978-4582803716、ISBN 978-4582803730
3. ↑  ルイス・フロイス『完訳 フロイス日本史』全12巻、松田毅一、川崎桃太訳、中央公論社／新版・中公文庫、2000年。

  1. 織田信長篇 I 将軍義輝の最期および自由都市堺 ISBN 4-12-203578-3（単行本では3巻、五畿内編I）
  2. 織田信長篇 II 信長とフロイス ISBN 4-12-203581-3（4巻、五畿内編II）
  3. 織田信長篇 III 安土城と本能寺の変 ISBN 4-12-203582-1（5巻、五畿内編III）
  4. 豊臣秀吉篇 I 秀吉の天下統一と高山右近の追放 ISBN 4-12-203583-X（1巻、豊臣秀吉編I）
  5. 豊臣秀吉篇 II 「暴君」秀吉の野望 ISBN 4-12-203584-8（2巻、豊臣秀吉編II）
  6. 大友宗麟篇 I ザビエルの来日と初期の布教活動 ISBN 4-12-203585-6（6巻、豊後編I）
  7. 大友宗麟篇 II 宗麟の改宗と島津侵攻 ISBN 4-12-203586-4（7巻、豊後編II）
  8. 大友宗麟篇 III 宗麟の死と嫡子吉統の背教 ISBN 4-12-203587-2（8巻、豊後編III）
  9. 大村純忠・有馬晴信篇 I 島原・五島・天草・長崎布教の苦難 ISBN 4-12-203588-0（9巻、西九州編I）
  10. 大村純忠・有馬晴信篇 II 大村・竜造寺の戦いと有馬晴信の改宗 ISBN 4-12-203589-9（10巻、西九州編II）
  11. 大村純忠・有馬晴信篇 III 黒田官兵衛の改宗と少年使節の帰国 ISBN 4-12-203590-2（11巻、西九州編III）
  12. 大村純忠・有馬晴信篇 IV キリシタン弾圧と信仰の決意 ISBN 4-12-203591-0（12巻、西九州編IV）
4. ↑  フランソワ・カロン 『日本大王国志』幸田成友訳、平凡社東洋文庫 ISBN 978-4-256-80090-4
5. ↑  ニコラス・クーケバッケル『オランダ商館長日記　訳文編之三（上）』東京大学史料編纂所 日本関係海外史料。ISBN 978-4130927208
6. ↑  エンゲルベルト・ケンペル『日本誌』霞ケ関出版（7冊組） 2001年、ISBN 978-4760302536
7. ↑  エンゲルベルト・ケンペル『江戸参府旅行日記』斎藤信訳、平凡社東洋文庫 1977年、ISBN 978-4582803037
8. ↑  カール・ツンベルク『ツュンベリー 日本植物図譜』丸善、ISBN 978-4839501181
9. ↑  シュンベリー『江戸参府随行記』高橋文訳、平凡社東洋文庫 1994年、ISBN 978-4582805833
10. ↑  イザーク・ティチング『ティチング 日本風俗図誌』沼田次郎編訳、雄松堂書店 1980年（『日本における婚礼と葬式』、『歴代将軍譜』を合わせたもの）、ISBN 978-4841901726
11. ↑  『ドゥーフ 日本回想録』永積洋子訳、雄松堂出版「新異国叢書」、2003年、ISBN 978-4841903027
12. ↑  ニコライ・レザノフ 『日本滞在日記』 大島幹雄訳、岩波文庫 2000年、ISBN 978-4003347911
13. ↑  ゴローニン 『日本幽囚記』井上満訳、岩波文庫（上・中・下） 1943-1946年、ISBN 978-4003342114、ISBN 978-4003342121、ISBN 978-4003342138
14. ↑  別訳版：ゴロウニン 『日本俘虜実記』徳力真太郎訳、講談社学術文庫（全3巻）1984-1985年
15. ↑  ヨハン・フイッセル 『日本風俗備考』 庄司三男・沼田次郎訳、平凡社東洋文庫（全2巻）1978年、ISBN 978-4582803266、ISBN 978-4582803419
16. ↑  『シーボルト 日本』岩生成一監修、雄松堂出版 全9巻

  1. 第1巻―日本の地理とその発見史／日本への旅、ISBN 978-4841910124
  2. 第2巻―日本民族と国家／江戸参府紀行 その1、ISBN 978-4841910131
  3. 第3巻―江戸参府紀行 その2／日本の神話と歴史、ISBN 978-4841910148
  4. 第4巻―勾玉／日本の度量衡と貨幣／日本の宗教／茶の栽培と製法／日本の貿易と経済、ISBN 978-4841910155
  5. 第5巻―朝鮮、ISBN 978-4841910162
  6. 第6巻―蝦夷・千島・樺太および黒竜江地方／琉球諸島、ISBN 9784841910179
  7. 図録 第1巻、ISBN 978-4841910186
  8. 図録 第2巻、ISBN 978-4841910193
  9. 図録 第3巻、ISBN 978-4841910209
17. ↑  フィリップ・フランツ・フォン・シーボルト 『シーボルト日記―再来日時の幕末見聞記』石山禎一・牧幸一訳、八坂書房、2005年、ISBN 978-4896948554
18. ↑  完訳版『ペリー提督 日本遠征記』宮崎壽子監訳、角川ソフィア文庫（上・下）、2014年
19. ↑  マシュー・ペリー『ペリー日本遠征日記』金井圓訳「第Ⅱ輯・新異国叢書」雄松堂出版「新異国叢書」以下略
20. ↑  W・ハイネ『ハイネ世界周航 日本への旅』中井晶夫訳、雄松堂出版、1983年 ISBN 9784841902037）
21. ↑  サミュエル・ウェルズ・ウィリアムズ『ペリー日本遠征随行記』洞富雄訳、雄松堂出版、1978年／講談社学術文庫、2022年 ISBN 978-4065283974
22. ↑  イワン・ゴンチャローフ 『ゴンチャローフ 日本渡航記』高野明・島田陽訳、雄松堂書店／講談社学術文庫 2008年、ISBN 978-4061598676
23. ↑  タウンゼント・ハリス『日本滞在記』坂田精一訳、岩波文庫（上中下）、1953年、ISBN 978-4003342312、ISBN 978-4003342329、ISBN 978-4003342336
24. ↑  ヘンリー・ヒュースケン『ヒュースケン日本日記』青木枝朗訳、岩波文庫 1989年、ISBN 978-4003344910
25. ↑  ヴィレム・ホイセン・ファン・カッテンディーケ 『長崎海軍伝習所の日々』水田信利訳、平凡社東洋文庫 1964年、ISBN 978-4582800265
26. ↑  ポンペ『日本滞在見聞記―日本における五年間』沼田次郎・荒瀬進訳、雄松堂書店、1968年、ISBN 978-4841910063
27. ↑  ディルク・デ・グラーフ・ファン・ポルスブルック『ポルスブルック 日本報告―オランダ領事の見た幕末事情』ヘルマン・ムースハルト編、生熊文訳、雄松堂出版 1995年、ISBN 978-4841901542
28. ↑  ローレンス・オリファント 『エルギン卿遣日使節録』岡田章雄訳、雄松堂書店、1978年
29. ↑  ラザフォード・オールコック 『大君の都』山口光朔訳、岩波文庫（上中下） 1962年、ISBN 978-4003342411、ISBN 978-4003342428、ISBN 978-4003342435
30. ↑  高谷道男編訳『フルベッキ書簡集』新教出版社 2007年、ISBN 978-4400260011
31. ↑  アレクサンダー・フォン・シーボルト『ジーボルト最後の日本旅行』斎藤信訳、平凡社東洋文庫、1981年、ISBN 978-4582803983
32. ↑  アレキサンダー マッケイ Alexander McKay 『トーマス・グラバー伝』 平岡緑訳、中央公論社、1997年。ISBN 412-0026523
33. ↑  フリードリヒ・オイレンブルク『オイレンブルク日本遠征記 上・下』中井晶夫訳、雄松堂書店、1969年
34. ↑  マックス・フォン・ブラント『ドイツ公使の見た明治維新』原潔・永岡敦訳、新人物往来社、1987年。ISBN 978-4404014092
35. ↑  ロバート・フォーチュン『幕末日本探訪記』三宅馨訳、講談社学術文庫、1997年。ISBN 978-4061593084
36. ↑  チャールズ・ワーグマン 『ジャパン・パンチ』金井圓解説、雄松堂書店（全10巻）、ISBN 978-4841931976
37. ↑  マーガレット・テイト・キンニア・バラ『古き日本の瞥見』有隣新書、1992年
38. ↑  『宣教師ニコライの全日記』中村健之介訳・解説、教文館 全9巻、2007年完結
39. ↑  アーネスト・サトウ『一外交官の見た明治維新』坂田精一訳、岩波文庫（上・下） 1960年／鈴木悠訳、講談社学術文庫、2021年、ISBN 978-4065227763
40. ↑  萩原延壽『遠い崖―アーネスト・サトウ日記抄』全14巻、朝日新聞社／朝日文庫
41. ↑  エメ・アンベール『絵で見る幕末日本』茂森唯士訳、講談社学術文庫 2004年、ISBN 978-4061596733。『続・絵で見る幕末日本』高橋邦太郎訳、講談社学術文庫 2006年、ISBN 978-4061597716
42. ↑  ハインリヒ・シュリーマン 『シュリーマン旅行記　清国・日本』石井和子訳、講談社学術文庫 1998年、ISBN 978-4061593251
43. ↑  エドゥアルド・スエンソン 『江戸幕末滞在記』長島要一訳、講談社学術文庫 2003年、ISBN 978-4061596252
44. ↑  芝哲夫『オランダ人の見た幕末・明治の日本―化学者ハラタマ書簡集』菜根出版 1993年、ISBN 978-4782000939
45. ↑  リュドヴィック・ド・ボーヴォワール『ジャポン1867年』綾部友治郎訳、有隣堂新書、1984年。ISBN 4896600630